# Dialeurodes natickis
Dialeurodes natickis là một loài côn trùng cánh nửa trong họ Aleyrodidae, phân họ Aleyrodinae.
Dialeurodes natickis được Baker & Moles miêu tả khoa học đầu tiên năm 1921.